# 消防吏員

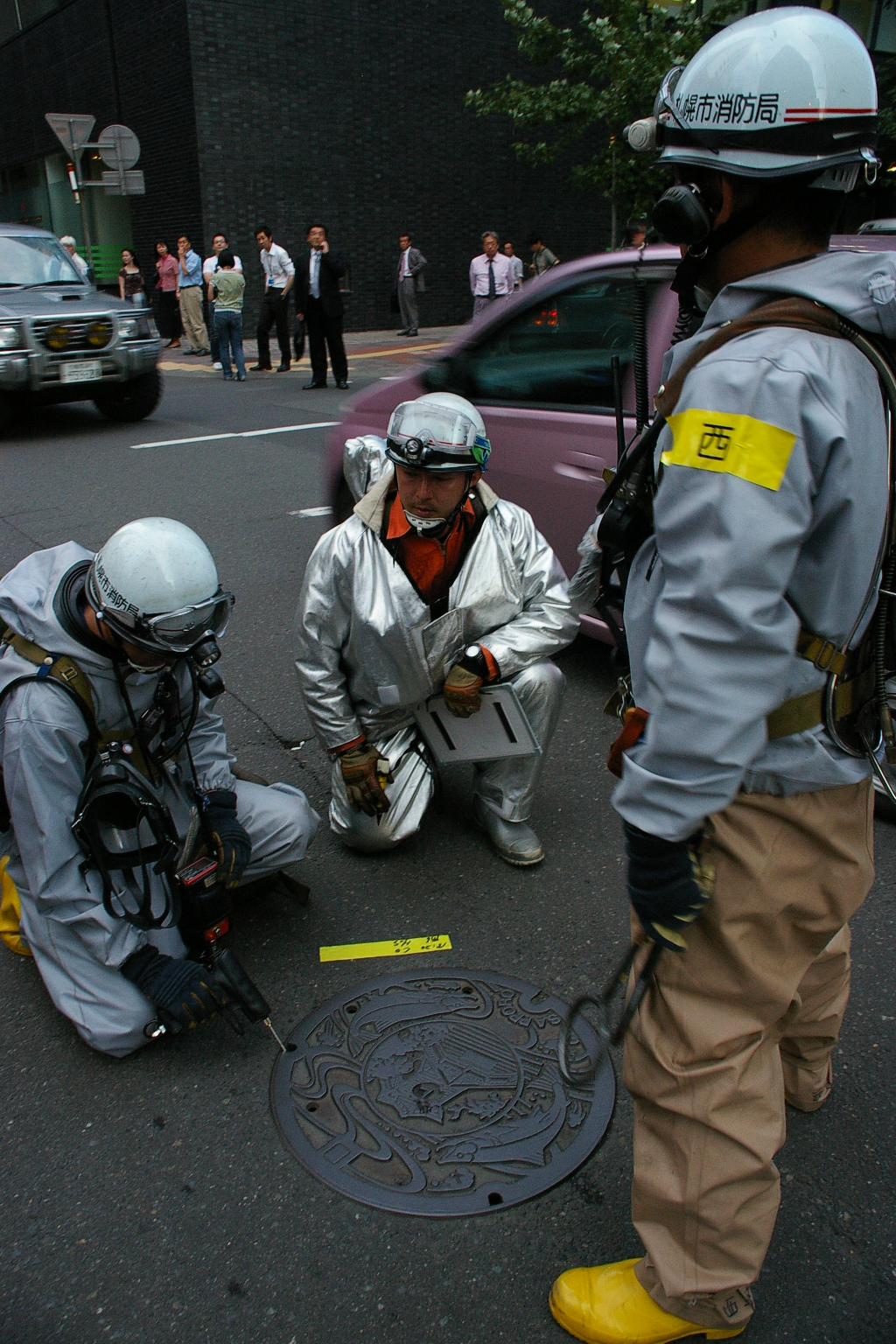
有毒ガス検知中の吏員（札幌市消防局）

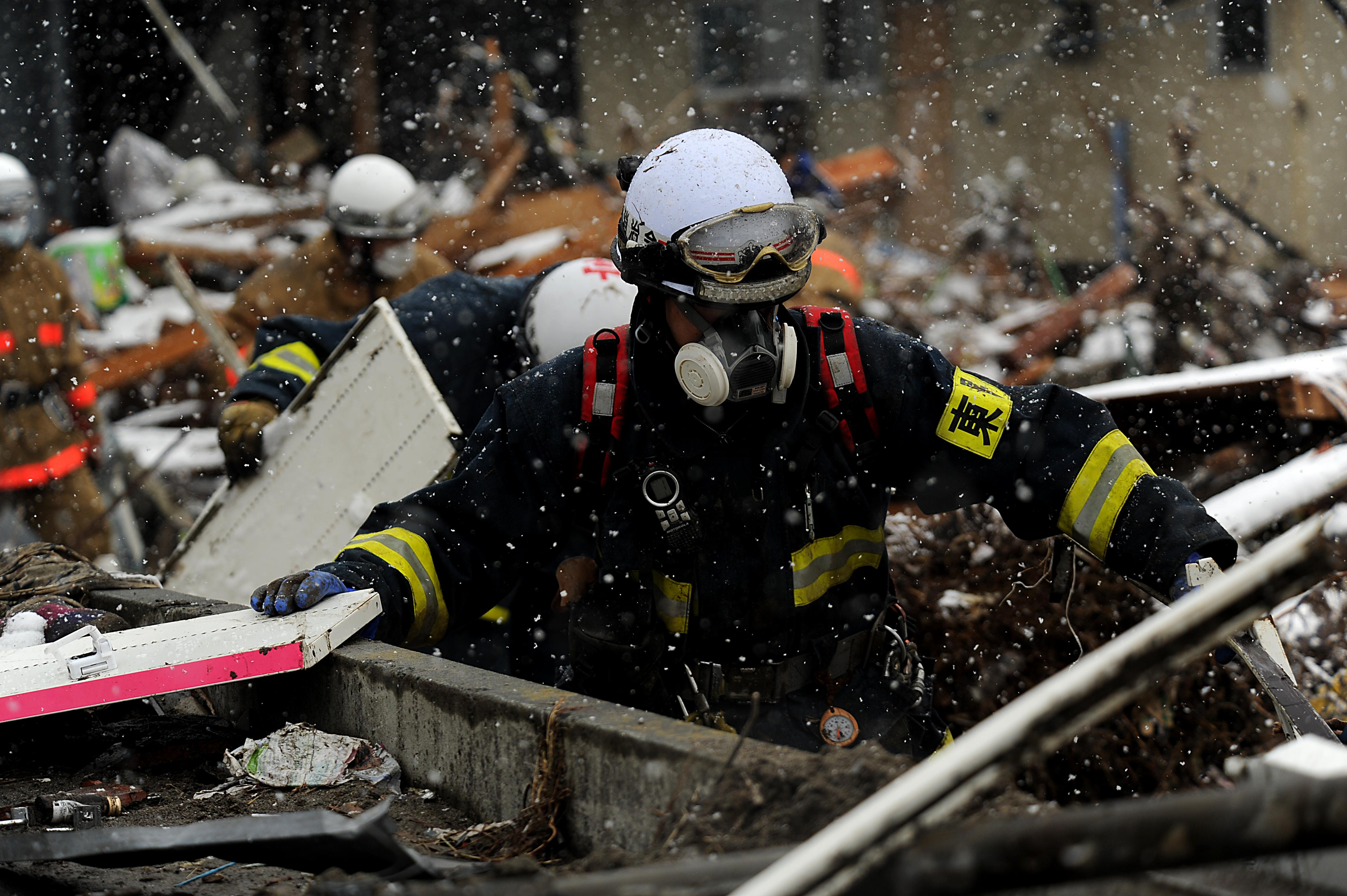
東日本大震災被災地で活動する吏員

消防吏員（しょうぼうりいん）は、消防本部に勤務する消防職員のうち、階級を有する者をいう。

## 概要
消防吏員とは消防本部に勤務する消防職員のうち、消火・救急・救助・査察などの業務を行う者である。「吏員」という言葉が一般になじみがないため、警察官や自衛官との類推から「消防官」という呼称が厚生労働省の職業紹介サイトや、消防当局の公式な文書（職員募集ポスターなど）でさえ使用されることもある。一例として、名古屋市消防局では、訓令で「消防吏員の職名は、消防官とする」と規定し、公式に「消防官」を使用している。消防庁も女性消防吏員の紹介サイトで「いわゆる消防士のことを指します」と注釈を使用している。
しかしながら、法律上の正式な身分呼称は消防吏員である。日本においては消防本部に勤務する公務員は消防職員であり、その中で消火・救急・救助・査察などの業務を行う者が消防吏員であり、その消防吏員の最も下の階級が消防士である。なお募集ポスターや採用試験案内では「消防吏員」「消防官」「消防職員」「消防士」など様々な呼称が使われている。
消防本部の長たる消防長は行政規模や人口、消防吏員の員数によりその階級が異なり、東京都特別区の消防総監をはじめ、政令指定都市などでは消防司監や消防正監が多い。通常の市町村では消防監以上が消防長となる。消防長は消防本部管内の消防署を統括し、消防署は消防本部の指令を受けて消防署長（大隊長）の指揮の下、消防署総務・警防・予防各課と消火隊・救急隊・救助隊(レスキュー隊)の各隊により消防行政及び火災救急の任務が遂行される。自治体に吏員として採用されると、まず各都道府県に最低一つある消防学校に送り込まれ、ここで半年掛けて研修を受けることになる。なお、消防吏員の採用数の上位30校はすべて私立大学で占められている。
なお、消防吏員が消防業務に専門的に従事する常勤の一般職地方公務員なのに対して、消防団員は普段は別の職業に従事する地域住民の志願者が任命される非常勤の特別職地方公務員である。

## 女性消防吏員
女性の消防吏員についても前項の「消防官」と同じように「婦人消防官」「女性消防官」という一般呼称で「消防本部や消防署で働く女性の消防吏員」であると消防庁「女性消防吏員の募集」サイトなどで説明されている。

## 消防吏員の階級
消防吏員の階級は、消防組織法に基づき消防庁長官が定める消防吏員の階級の基準（昭和37年消防庁告示第6号。旧題名の「階級準則」が広く通用）を参考として、市町村の規則（東京消防庁にあっては東京都規則）によって定められており、1968年の改正により現行制度となった。この階級準則による消防吏員の階級制度は、最高位の消防総監から消防士までの10階級が定められている。
消防吏員の階級が上がることを昇級という（消防団員の場合は補職）。消防本部の最高位者を消防長というが、消防庁の階級基準に沿って、消防本部の規模に応じて消防長の階級が決められている。例えば人口10万人未満の消防本部の消防長は、消防司令長の階級とされている。しかし、消防庁の基準は単なる参考に過ぎないので、ほとんどの場合、消防司令長より1階級上の消防監としているが、近年政府の指導が入った事によりこういった事例は減少している。
消防吏員はあくまで地方公務員であり、主に市町村（あるいは一部事務組合、広域連合）の職員として採用されるが、東京消防庁の場合は東京消防庁が採用を行う都の職員となる（東京消防庁は東京都の機関で特別区の区域を所管し、島嶼部の町村及び稲城市を除く多摩地区各市町村の消防事務を委託されている）。
| 区分     | 階級       | 英訳                                              | 役職 |
| -------- | ---------- | ------------------------------------------------- | --- |
| 上級幹部 | 消防総監   | Fire Chief                                        | - 東京消防庁：消防長 |
| 上級幹部 | 消防司監   | Chief Fire Superintendent, Deputy Chief           | - 東京消防庁：次長 - 政令指定都市：消防長 |
| 上級幹部 | 消防正監   | Senior Fire Superintendent, First Assistant Chief | - 東京消防庁：本庁の部長、方面本部長 - 政令指定都市：本庁の部長、消防学校長 - 消防吏員の数が200人以上又は人口30万人以上の市町村：消防長                                              |
| 上級幹部 | 消防監     | Fire Superintendent, Assistant Chief              | - 東京消防庁：参事、方面副本部長、消防署長 - 政令指定都市：消防署長、部長、担当部長 - 消防吏員の数が100人以上又は人口10万人以上の市町村：消防長 - （現場での役割）署隊長、大隊長など |
| 中級幹部 | 消防司令長 | Battalion Chief                                   | - 東京消防庁：副参事、課長、担当課長、副署長、分署長 - 政令指定都市：課長、担当課長、副署長、分署長 - 人口10万人未満の市町村：消防長 - （現場での役割）大隊長、指揮隊長など          |
| 中級幹部 | 消防司令   | Fire Captain                                      | - 課長補佐、係長、担当係長、出張所長 - （現場での役割）大隊長、中隊長、小隊長など |
| 中級幹部 | 消防司令補 | Fire Lieutenant                                   | - 係長、担当係長、主任 - （現場での役割）中隊長、小隊長、分隊長、機関員、隊員など |
| 初級幹部 | 消防士長   | Fire Sergeant                                     | - 主任、担当 - （現場での役割）小隊長、分隊長、機関員、隊員など |
| 幹部候補 | 消防副士長 | Assistant Fire Sergeant                           | - 副主任、担当 - （現場での役割）機関員、隊員など |
| 幹部候補 | 消防士     | Fire Fighter                                      | - 担当 - （現場での役割）機関員、隊員など |

### 階級章
| 消防総監   | 消防総監   | 消防総監   |
| ---------- | ---------- | ---------- |
|            |            |            |
| 消防司監   | 消防正監   | 消防監     |
|            |            |            |
| 消防司令長 | 消防司令   | 消防司令補 |
|            |            |            |
| 消防士長   | 消防副士長 | 消防士     |
|            |            |            |

### 階級制度の変遷
警察消防時代
吏員
| 序列 | 階級     |
| ---- | -------- |
| 1    | 本部長   |
| 2    | 副長     |
| 3    | 司令長   |
| 4    | 一等司令 |
| 5    | 二等司令 |
| 6    | 三等司令 |
| 7    | 四等司令 |
| 8    | 五等司令 |
| 9    | 伝令使   |

| 序列 | 階級       |
| ---- | ---------- |
| 1    | 嚮導       |
| 2    | 伍長       |
| 3    | 消火卒     |
| 4    | 消火卒見習 |

| 序列 | 階級                   |
| ---- | ---------------------- |
| 1    | 消防司令               |
| 2    | 消防士／消防機関士     |
| 3    | 消防士補／消防機関士補 |
| 4    | 消防曹長               |
| 5    | 消防手                 |

| 序列 | 階級       |
| ---- | ---------- |
| 1    | 消防本部長 |
| 2    | 副消防長   |
| 3    | 消防司令長 |
| 4    | 消防司令   |
| 5    | 消防司令補 |
| 6    | 消防士長   |
| 7    | 消防士     |

| 序列 | 階級       |
| ---- | ---------- |
| 1    | 消防総監   |
| 2    | 消防監     |
| 3    | 消防監補   |
| 4    | 消防司令長 |
| 5    | 消防司令   |
| 6    | 消防司令補 |
| 7    | 消防士長   |
| 8    | 消防士     |

1962年に現行制度へ

### 現行の階級制度
消防総監は東京消防庁の長、すなわち東京都特別区消防長の職名でもあり、その職にある消防吏員にのみ付与される階級である。消防組織法と旧警察法が施行される前、消防は警察の一部署であった。消防総監の職は本来、東京都の消防本部の責任者である消防本部の長（消防長）という位置づけだが、敗戦後の占領中に、GHQから警察と消防は同格であるべきで、警視庁のトップが警視総監なのに東京消防庁の長が消防本部長ではおかしいという指摘がなされ、消防総監という階級・職名になった。よって消防総監は警視総監と同様に役職名と階級名が一致している。消防総監は通例として全国消防長会の会長も務める。消防署長の階級は消防監ないし消防司令長とされるが、消防監の任用が多い。また副署長ないし課長は消防司令長、担当課長ないし係長は消防司令、主任は消防司令補の階級の者が任用されることが通例とされる。ちなみに消防吏員の階級においては消防司令を上級幹部（警察官上級幹部は警部相当、消防団上級幹部は団長ないし副団長相当）、消防司令補を中級幹部（警察官中級幹部は警部補相当、消防団員中級幹部は分団長ないし副分団長相当）、消防士長を初級幹部（警察官初級幹部は巡査部長相当、消防団員初級幹部は部長ないし班長相当）としている。しかし、消防吏員のうち幹部と称するのは、消防司令補以上を指すのが通例である。
常備消防の担い手である消防吏員は常にローテーションで交代しながら常に緊急時に備えている。しかし、消防にかける予算・人員には限りもあり、平時は消防署と並列関係にある消防団と連携する場面もある。大震災など大きな有事の際は消防団が消防長・消防署長の指揮下に入るため、消防吏員が地域住民により編成された消防団員を指揮して消防・救急にあたる場合もある。

### 諸外国との対比
アメリカなどでは火災に係る犯罪の調査官には警察官と同様の捜査権や逮捕権を与えているが、日本の消防は放火・失火で発生した火災に対する消火活動を行うことはできても、放火・失火の被疑者を逮捕する権限は現行犯を除き無い。

## 消防吏員に対する表彰
消防吏員に対する表彰は、主に消防庁長官表彰をはじめ、消防本部を設置する市町村による表彰、消防本部の長たる消防長、消防署長表彰、その他の表彰がある。以下にその代表例を記す。

### 消防庁長官表彰
- 消防庁長官表彰功労章
- 消防庁長官表彰特別功労章
- 消防庁長官表彰顕功章
- 消防庁長官表彰功績章
- 消防庁長官表彰永年勤続功労章
- 消防庁長官表彰国際協力功労章

### 地方公共団体の表彰
- 都道府県知事表彰
- 市町村長表彰

### 消防本部の表彰
- 消防長表彰（東京都特別区にあっては消防総監）
- 消防署長表彰

### 消防庁：消防吏員の階級準則(主な規定)
- 第1条　消防吏員の階級は、消防総監、消防司監、消防正監、消防監、消防司令長、消防司令、消防司令補、消防士長及び消防士とする。
- 第2条　消防長の職にある者の階級は、次の各号によるものとする。
  - 1　消防総監の階級を用いることのできる者は、消防組織法（昭和二十二年法律第二百二十六号）第十七条第二項の特別区の消防長とする。
  - 2 　消防司監の階級を用いることのできる者は、地方自治法（昭和二十二年法律第六十七号）第二百五十二条の十九第一項の政令で指定する人口五十万以上の市の消防長とする。
  - 3　消防正監の階級を用いることのできる者は、消防吏員の数が二百人以上又は人口三十万以上の市町村の消防長とする。
  - 4　消防監の階級を用いることのできる者は、消防吏員の数が百人以上又は人口十万以上の市町村の消防長とする。
  - 5　消防司令長の階級を用いることのできる者は、第二号から前号までに掲げる市町村以外の市町村の消防長とする。
- 第3条　消防長の職にある者以外の消防吏員の階級は、次の各号によるものとする。
  - 1　前条第一号の特別区にあつては、消防司監、消防正監、消防監、消防司令長、消防司令、消防司令補、消防士長及び消防士とする。
  - 2　前条第二号の市にあつては、消防正監、消防監、消防司令長、消防司令、消防司令補、消防士長及び消防士とする。
  - 3　前条第三号の市町村にあつては、消防監、消防司令長、消防司令、消防司令補、消防士長及び消防士とする。
  - 4　前条第四号の市町村にあつては、消防司令長、消防司令、消防司令補、消防士長及び消防士とする。

## 関連法・規定
※消防本部、消防長、緊急消防援助隊の規定についてはそれぞれの項目参照のこと。

### 消防法
（関連部分抜粋）
- 第2条　この法律の用語は左の例による。
  - 8　消防隊とは、消防器具を装備した消防吏員若しくは消防団員の一隊又は消防組織法（昭和22年法律第226号）第18条の3第3項の規定による都道府県の航空消防隊をいう。
- 第3条　消防長（消防本部を置かない市町村においては、市町村長。第6章及び第35条の3の2を除き、以下同じ。）、消防署長その他の消防吏員は、屋外において火災の予防に危険であると認める行為者又は火災の予防に危険であると認める物件若しくは消火、避難その他の消防の活動に支障になると認める物件の所有者、管理者若しくは占有者で権原を有する者に対して、次に掲げる必要な措置をとるべきことを命ずることができる。
  -     - 1　火遊び、喫煙、たき火、火を使用する設備若しくは器具（物件に限る。）又はその使用に際し火災の発生のおそれのある設備若しくは器具（物件に限る。）の使用その他これらに類する行為の禁止、停止若しくは制限又はこれらの行為を行う場合の消火準備
    - 2　残火、取灰又は火粉の始末
    - 3　危険物又は放置され、若しくはみだりに存置された燃焼のおそれのある物件の除去その他の処理
    - 4　放置され、又はみだりに存置された物件（前号の物件を除く。）の整理又は除去
- 第5条の3　消防長、消防署長その他の消防吏員は、防火対象物において火災の予防に危険であると認める行為者又は火災の予防に危険であると認める物件若しくは消火、避難その他の消防の活動に支障になると認める物件の所有者、管理者若しくは占有者で権原を有する者（特に緊急の必要があると認める場合においては、当該物件の所有者、管理者若しくは占有者又は当該防火対象物の関係者。次項において同じ。）に対して、第3条第1項各号に掲げる必要な措置をとるべきことを命ずることができる。
- 第16条の5
  - 2　消防吏員又は警察官は、危険物の移送に伴う火災の防止のため特に必要があると認める場合には、走行中の移動タンク貯蔵所を停止させ、当該移動タンク貯蔵所に乗車している危険物取扱者に対し、免除物取扱者免状の提示を求めることができる。この場合において、消防吏員及び警察官がその職務を行なう。
- 第23条の2　ガス、火薬又は危険物の漏洩、飛散、流出等の事故が発生した場合において、当該事故により火災が発生するおそれが著しく大であり、かつ、火災が発生したならば人命又は財産に著しい被害を与えるおそれがあると認められるときは、消防長又は消防署長は、火災警戒区域を設定して、その区域内における火気の使用を禁止し、又は総務省令で定める者以外の者に対してその区域からの退去を命じ、若しくはその区域への出入を禁止し、若しくは制限することができる。
  - 2　前項の場合において、消防長若しくは消防署長又はこれらの者から委任を受けて同項の職権を行なう消防吏員若しくは消防団員が現場にいないとき又は消防長若しくは消防署長から要求があつたときは、警察署長は、同項の職権を行なうことができる。この場合において、警察署長が当該職権を行なつたときは、警察署長は、直ちにその旨を消防長又は消防署長に通知しなければならない。
- 25条の3　火災の現場においては、消防吏員又は消防団員は、当該消防対象物の関係者その他総務省令で定める者に対して、当該消防対象物の構造、救助を要する者の存否その他消火若しくは延焼の防止又は人命の救助のため必要な事項につき情報の提供を求めることができる。
- 第28条　火災の現場においては、消防吏員又は消防団員は、消防警戒区域を設定して、総務省令で定める者以外の者に対してその区域からの退去を命じ、又はその区域への出入を禁止し若しくは制限することができる。
  - 2　消防吏員又は消防団員が火災の現場にいないとき又は消防吏員又は消防団員の要求があつたときは、警察官は、前項に規定する消防吏員又は消防団員の職権を行うことができる。
- 第29条　消防吏員又は消防団員は、消火若しくは延焼の防止又は人命の救助のために必要があるときは、火災が発生せんとし、又は発生した消防対象物及びこれらのものの在る土地を使用し、処分し又はその使用を制限することができる。
  - 5　消防吏員又は消防団員は緊急の必要があるときは、火災の現場附近に在る者を消火若しくは延焼の防止又は人命の救助その他の消防作業に従事させることができる。
- 第30条の2　第25条第3項、第28条第1項及び第2項並びに第29条第1項及び第5項の規定は、消防組織法第18条の3第1項の規定により都道府県が市町村の消防を支援する場合について準用する。この場合において、これらの規定中「消防吏員又は消防団員」とあるのは、「消防吏員若しくは消防団員又は航空消防隊に属する都道府県の職員」と読み替えるものとする。
- 第35条
  - 2　放火及び失火絶滅の共同目的のために消防吏員及び警察官は、互に協力しなければならない。
- 第44条　次の各号のいずれかに該当する者は、30万円以下の罰金又は拘留に処する。
  - 7　第16条の5第2項の規定による消防吏員又は警察官の停止に従わず、又は提示の要求を拒んだ者

### 消防組織法
（関連部分抜粋）
- 第4条　消防庁は、消防に関する制度の企画及び立案、消防に関し広域的に対応する必要のある事務その他の消防に関する事務を行うことにより、国民の生命、身体及び財産の保護を図ることを任務とする。
- 第4条第2項
  -     - 5 消防職員（消防吏員その他の職員をいう。以下同じ。）及び消防団員の教養訓練の基準に関する事項
    - 6 消防職員及び消防団員の教育訓練に関する事項
- 第16条第1項　消防職員に関する任用、給与、分限及び懲戒、服務その他身分取扱いに関しては、この法律に定めるものを除くほか、地方公務員法（昭和25年法律第261号）の定めるところによる。
  - 2　消防吏員の階級並びに訓練、礼式及び服制に関する事項は、消防庁の定める基準に従い、市町村の規則で定める。

### 災害対策基本法
（関連部分抜粋）
- 第63条の3
  - 2　前項の場合において、同項の規定による措置をとることを命ぜられた者が当該措置をとらないとき又はその命令の相手方が現場にいないために当該措置をとることを命ずることができないときは、警察官は、自ら当該措置をとることができる。この場合において、警察官は、当該措置をとるためやむを得ない限度において、当該措置に係る車両その他の物件を破損することができる。
  - 4　第1項及び第2項の規定は、警察官がその場にいない場合に限り、消防吏員の職務の執行について準用する。この場合において、第1項中「緊急通行車両の通行」とあるのは「消防用緊急通行車両（消防機関の使用する緊急通行車両で災害応急対策の実施のため運転中のものをいう。以下この項において同じ。）の通行」と、「緊急通行車両の円滑な通行」とあるのは「消防用緊急通行車両の円滑な通行」と読み替えるものとする。
  - 6　災害派遣を命ぜられた部隊等の自衛官又は消防吏員は、第3項若しくは第4項において準用する第1項の規定による命令をし、又は第3項若しくは第4項において準用する第2項の規定による措置をとつたときは、直ちに、その旨を、当該命令をし、又は措置をとつた場所を管轄する警察署長に通知しなければならない。

### 武力攻撃事態等における国民の保護のための措置に関する法律（国民保護法）
（関連部分抜粋）
- 第28条　都道府県対策本部又は市町村対策本部の長は、都道府県国民保護対策本部長（以下「都道府県　対策本部長」という。）又は市町村国民保護対策本部長（以下「市町村対策本部長」という。）とし、そ　れぞれ都道府県知事又は市町村長をもって充てる。
  - 2　都道府県対策本部に本部員を置き、次に掲げる者（道府県知事が設置するものにあっては、第四号に掲　げる者を除く。）をもって充てる。
    - 1　副知事
    - 2　都道府県教育委員会の教育長
    - 3　警視総監又は道府県警察本部長
    - 4　特別区の消防長
    - 5　前各号に掲げる者のほか、都道府県知事が当該都道府県の職員のうちから任命する者

  - 3　都道府県対策本部に副本部長を置き、前項の本部員のうちから、都道府県知事が指名する。
  - 4　市町村対策本部に本部員を置き、次に掲げる者をもって充てる。
    - 1　副市町村長
    - 2　市町村教育委員会の教育長
    - 3　当該市町村の区域を管轄する消防長又はその指名する消防吏員（消防本部を置かない市町村にあっては、消防団長）
- 第40条　市町村協議会は、会長及び委員をもって組織する。
  - 2　会長は、市町村長をもって充てる。
  - 3　会長は、会務を総理する。
  - 4　委員は、次に掲げる者のうちから、市町村長が任命する。
    - 1　当該市町村の区域を管轄する指定地方行政機関の職員
    - 2　自衛隊に所属する者（任命に当たって防衛大臣の同意を得た者に限る。）
    - 3　当該市町村の属する都道府県の職員
    - 4　当該市町村の副市町村長
    - 5　当該市町村の教育委員会の教育長及び当該市町村の区域を管轄する消防長又はその指名する消防吏員（消防本部を置かない市町村にあっては、消防団長）
- 第66条　避難住民を誘導する警察官等又は第62条第1項若しくは第2項（同条第五項において準用する場合を含む。）の規定により避難住民を誘導する者は、避難に伴う混雑等において危険な事態が発生　するおそれがあると認めるときは、当該危険な事態の発生を防止するため、危険を生じさせ、又は危害を受けるおそれのある者その他関係者に対し、必要な警告又は指示をすることができる。
  - 2　前項の場合において、警察官又は海上保安官は、特に必要があると認めるときは、危険な場所への立入りを禁止し、若しくはその場所から退去させ、又は当該危険を生ずるおそれのある道路上の車両その他の物件の除去その他必要な措置を講ずることができる。
  - 3　前項の規定は、警察官及び海上保安官がその場にいない場合に限り、避難住民を誘導している消防吏員又は自衛官の職務の執行について準用する。
- 第98条　武力攻撃災害の兆候を発見した者は、遅滞なく、その旨を市町村長又は消防吏員、警察官若しくは海上保安官（次項及び第4項において「消防吏員等」という。）に通報しなければならない。
  - 2　消防吏員等は、前項の規定による通報を受けたときは、速やかに、その旨を市町村長に通報しなければならない。
  - 4　消防吏員等は、第一項の規定による通報を受けた場合において、その旨を市町村長に通報することができないときは、速やかに、都道府県知事に通報しなければならない。
- 第115条　市町村長若しくは消防吏員その他の市町村の職員、都道府県知事若しくは都道府県の職員又は警察官等は、当該市町村又は都道府県の区域に係る武力攻撃災害が発生し、又はまさに発生しようとしている場合において、消火、負傷者の搬送、被災者の救助その他の武力攻撃災害への対処に関する措置を講ずるため緊急の必要があると認めるときは、当該市町村又は都道府県の区域内の住民に対し、その実施に必要な援助について協力を要請することができる。

## 消防吏員を扱う作品
- 火消し屋小町（2004年、NHKテレビドラマ）